# 马海站
马海站，位于中华人民共和国青海省海西蒙古族藏族自治州大柴旦行政区，是敦格铁路上的火车站，于2019年12月投入使用，由中国铁路青藏集团有限公司格尔木车务段管辖。开行有始发于西宁站的7583次旅客列车。